# Валенсиано, Елена
Мари́я Еле́на Валенсиа́но Марти́нес-Оро́ско (исп. María Elena Valenciano Martínez-Orozco; род. 18 сентября 1960, Мадрид) — испанский политик, член ИСРП, заместитель генерального секретаря партии с 5 февраля 2012 года. Депутат Европейского парламента в 1999—2019 годах.

## Биография
Сложила полномочия евродепутата после избрания в нижнюю палату испанского парламента от Мадрида на парламентских выборах 2008 года. В 2014 году возглавила избирательный список ИСРП на выборах в Европейский парламент 2014 года. В сентябре того же года генсек ИСРП Педро Санчес заменил её в качестве главы партийного представительства в Европарламенте на Ираче Гарсию.

## Личная жизнь
Состоит во втором браке с архитектором Хавьером Удаэтой (Javier de Udaeta). Мать двоих детей.